# Agrilus perditus
Agrilus perditus é uma espécie de inseto do género Agrilus, família Buprestidae, ordem Coleoptera.
Foi descrita cientificamente por Curletti & Brûlé, 2011.